# Santa Rosa Mountains
De Santa Rosa Mountains is een bergketen in het zuiden van Californië. De keten is ongeveer 48 kilometer (30 mijl) lang en loopt door Riverside, San Diego, en Imperial county's langs de westelijke kant van de Coachella Valley. Het noordelijk deel van de keten is verbonden met de San Jacinto Mountains. De hoogste top is de Toro Peak (8716 voet). Hij bevindt zich 35 kilometer ten zuiden van Palm Springs.
Het grootste deel van het noordelijk deel van de keten in Riverside County ligt in het Santa Rosa and San Jacinto Mountains National Monument dat gevormd werd in 2000. Het zuidelijke deel ligt in de noordwestelijke hoek van het Anza-Borrego Desert State Park. In 1990 stichtte de California Legislature het Coachella Valley Mountains Conservancy om de keten en andere omliggende bergen rond de Coachelle Valley te beschermen.
De keten werd lange tijd beschouwd als een deel van de San Jacinto Mountains. Pas in 1901 werd het als aparte keten beschouwd. In de keten leeft een enorm aantal dikhoornschapen.